# Мировая революция

Государственный герб Союза Советских Социалистических Республик

Логотип III Интернационала, международной организации полностью финансируемой руководством СССР, призывающей к мировой революции во всех странах планеты в соответствии с популистским лозунгом «Пролетарии всех стран, соединяйтесь!»

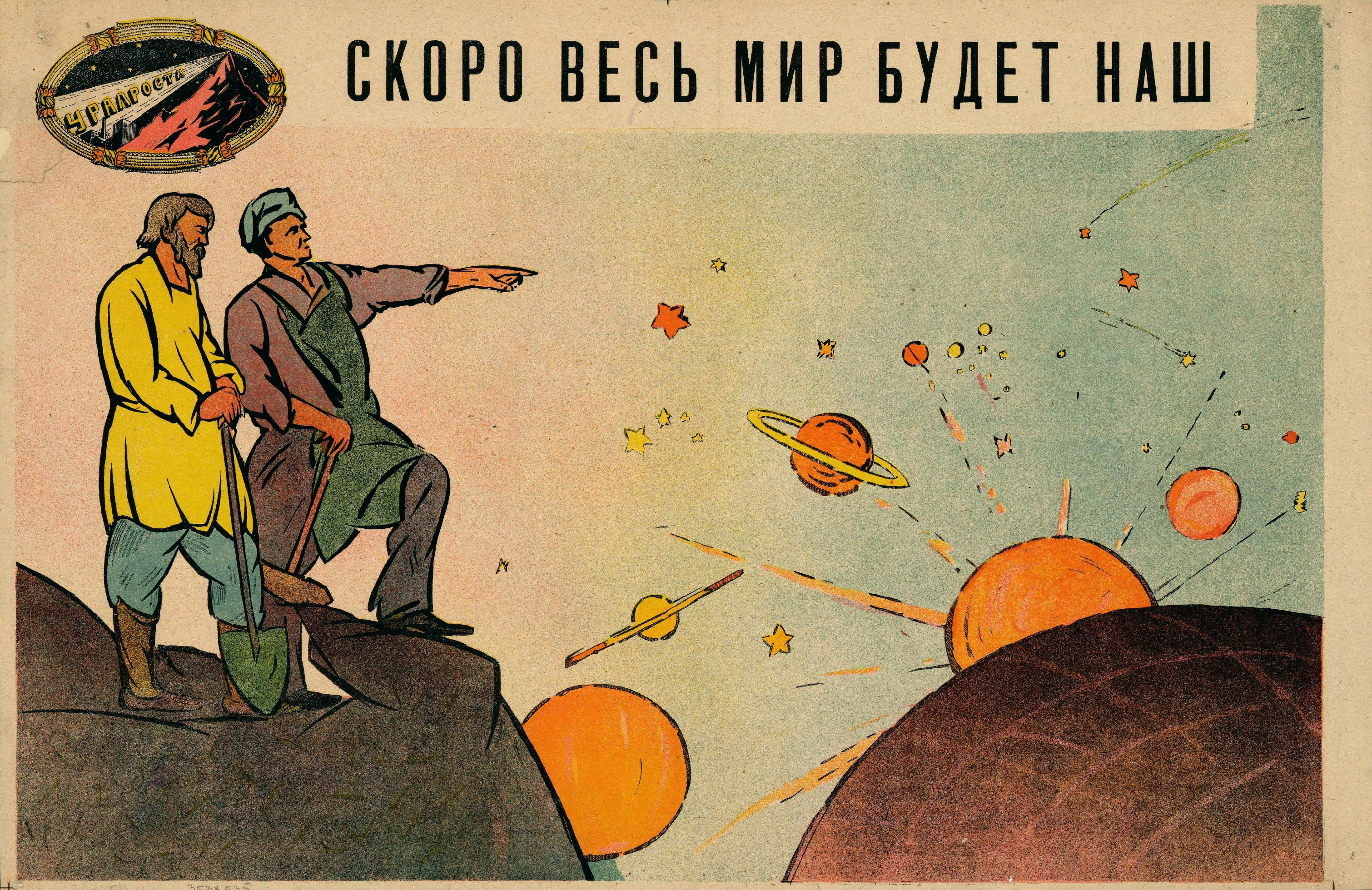
Плакат «Скоро весь мир будет наш». Художник Л. В. Саянский. Екатеринбург, 1920 год

Мирова́я револю́ция — идея Карла Маркса и Фридриха Энгельса, основное положение марксизма о том, что коммунистическая революция, есть единый интернациональный процесс завоевания пролетариатом государственной власти и радикального преобразования общественных отношений.

## Обоснование Энгельса
Мировой, а не локальный характер коммунистической революции обосновывается теоретически (Ф. Энгельс, «Принципы коммунизма») тем, что капиталистические страны так тесно переплетены мировым рынком, мировым разделением труда, что кризис в одной капиталистической стране неизбежно вызывает синхронные кризисы в других, создавая и революционную ситуацию одновременно во всех капиталистических странах, в результате происходит именно мировая революция.
В концепции Энгельса, мировая революция может также сопровождаться не только уничтожением реакционных классов, но и целых наций с реакционными национальными сознаниями, чьи народы стоят, в основной своей массе, на стороне контрреволюции:

Среди всех больших и малых наций Австрии только три были носительницами прогресса, активно воздействовали на историю и ещё теперь сохранили жизнеспособность; это — немцы, поляки и мадьяры. Поэтому они теперь революционны. Всем остальным большим и малым народностям и народам предстоит в ближайшем будущем погибнуть в буре мировой революции. Поэтому они теперь контрреволюционны.
…
При первом же победоносном восстании французского пролетариата, которое всеми силами старается вызвать Луи-Наполеон, австрийские немцы и мадьяры освободятся и кровавой местью отплатят славянским народам. Всеобщая война, которая тогда вспыхнет, рассеет этот славянский Зондербунд и сотрёт с лица земли даже имя этих упрямых маленьких наций. В ближайшей мировой войне с лица земли исчезнут не только реакционные классы и династии, но и целые реакционные народы. И это тоже будет прогрессом.— 
Надо отметить, что уничтожение наций значит их трансформацию или ассмиляцию в другие, более прогрессивные нации, а не физическое уничтожение носителей реакционного национального сознания, что является формой революционного насилия.

## Октябрьская революция 1917 года в России
Идея мировой революции широко использовалась лидерами большевизма, позволяя русским революционерам с одной стороны рассчитывать на поддержку европейских марксистов, а с другой стороны активно вмешиваться в дела других государств, помогая местным коммунистам готовить антиправительственные выступления. Для этих целей были созданы специальные международные организации — Коминтерн и МОПР.

Вскоре после прихода к власти в России большевиков, марксисты всех стран ощутили в себе способность к глобальным политическим изменениям. Многие из них тогда полагали, что мировая революция произойдёт в ближайшее время. Так, выступая 26 октября 1917 года на II Всероссийском съезде Советов, Троцкий публично заявил:
Надежду свою мы возлагаем на то, что наша революция развяжет европейскую революцию. Если восставшие народы Европы не раздавят империализм, мы будем раздавлены, — это несомненно. Либо русская революция поднимет вихрь борьбы на Западе, либо капиталисты всех стран задушат нашу.
В. И. Ленин в письме Свердлову и Троцкому от 1 октября 1918 года указывал, что «…Международная революция приблизилась… на такое расстояние, что с ней надо считаться как с событием дней ближайших». 6 марта 1919 года он же в заключительной речи при закрытии I (учредительного) конгресса Коминтерна заявил:
Победа пролетарской революции во всём мире обеспечена. Грядёт основание международной Советской республики.
Председатель Исполкома Коминтерна Г. Зиновьев уже в октябре 1919 года заявил, что в течение года мировая революция распространится на всю Европу.

## Антитеза
После смерти Ленина и прихода к власти Сталина в РКП(б), большевики в целом не отказались от идеи мировой революции, хотя внешнеполитические интересы и вынудили правительство Советского Союза установить дипломатические отношения с капиталистическими державами и отказаться от открытой военной агрессии в их адрес, равно как и от прямой поддержки там революционных движений. Сталин отказался предоставить европейским коммунистическим партиям военную помощь Советского Союза, и в 1925 году, опираясь на статью Ленина о Соединённых штатах Европы, выдвинул идею о возможности построения «социализма в отдельно взятой стране». Данная идея была выражением теории Ленина об «откате революций» и вызывалась требованием укрепления советской власти и нуждами социалистического строительства. В условиях «отката революций» в мире, наблюдавшегося к середине 1920-х годов, первоочередными задачами виделись полномасштабное социалистическое строительство и реконструкция народного хозяйства на базе социализма. А уже окрепший экономически и политически СССР должен был выступить надёжной базой поддержки будущих революционных движений.
В 1936 году из «сталинской» Конституции СССР было убрано упоминание о Мировой Советской Социалистической Республике, в результате чего социалистические республики Восточной Европы, а также Китай, не вошли впоследствии в состав СССР, а в 1937 году репрессиям были подвергнуты сторонники Льва Троцкого, призывавшего коммунистов не останавливаться на достигнутом в России.
Тем не менее в ходе Второй мировой войны в большинстве стран Восточной Европы, занятых советскими войсками, к власти пришли коммунистические партии — образовав социалистический блок в Восточной Европе. После того, как в СССР началась перестройка, политико-экономическое устройство в странах Варшавского Договора очень резко (около 1990 года) откатилось к капиталистической модели.
Отголосок призыва к мировой революции надолго сохранился в лозунге «Пролетарии всех стран, соединяйтесь!», который можно было видеть на гербе СССР и всех пятнадцати советских Республик.

## Революции в других странах
Теоретически, мировая революция могла бы произойти и при отсутствии советской поддержки, так как мысль о ней возникла задолго до Октябрьской революции. Однако разобщённые действия революционеров в разных странах терпели поражения. Первые же годы после революции само существование революционной социалистической России имело огромное идеологическое, пропагандистское и иное влияние. Социалистическую революцию в России по праву причисляют к Великим революциям.
Большинство революционеров 1917—1919 гг. оказались неспособными самостоятельно и на долгое время взять власть в свои руки. Неудача постигла революции в Германии, Финляндии, Венгрии. Крах настиг и такие республики, как Эльзасская Советская Республика и Советская Республика Гилян, не говоря уже о множестве более мелких. Его не избежали даже восстания 1923 года в Болгарии и Германии, поддержанные Коминтерном.
Часть революционеров пришла к власти на штыках Красной армии в 1945—1948 гг. после Второй мировой войны, когда СССР освободил от германской оккупации и влияния ряд стран Восточной Европы. Это произошло в Югославии, Чехословакии, Болгарии, Румынии, Польше, Венгрии, Албании, Вьетнаме, Северной Корее, Восточной зоне Германии.
Большинство социалистических правительств были ставленниками и марионетками СССР, и удерживались только благодаря советской военной и экономической помощи (точнее интеграции в советскую экономику через СЭВ), и после её ослабления в конце 1980-х сразу потеряли свою власть.
Начиная с 1950-х годов, с разным успехом свершились (или совершаются по сей день) различные революции на Кубе, в Эфиопии, Анголе, Лаосе, Камбодже, Мозамбике, Португалии, Афганистане, Никарагуа, Непале и других странах.
В СССР военно-техническую помощь разного рода повстанческим революционным движениям и режимам (при этом, совсем не обязательно коммунистическим), и вмешательство во внутренние дела и политику других стран называли интернациональным долгом.

## Образ мировой революции в культуре и искусстве
Вероятно, первые нотки мировой революции прозвучали в 1888 году в «Интернационале» французского поэта Эжена Потье. Песня быстро превратилась в гимн, который до сих пор исполняется на коммунистических собраниях и митингах:

Лишь мы, работники всемирной
Великой армии труда,
Владеть землёй имеем право,
Но паразиты — никогда!

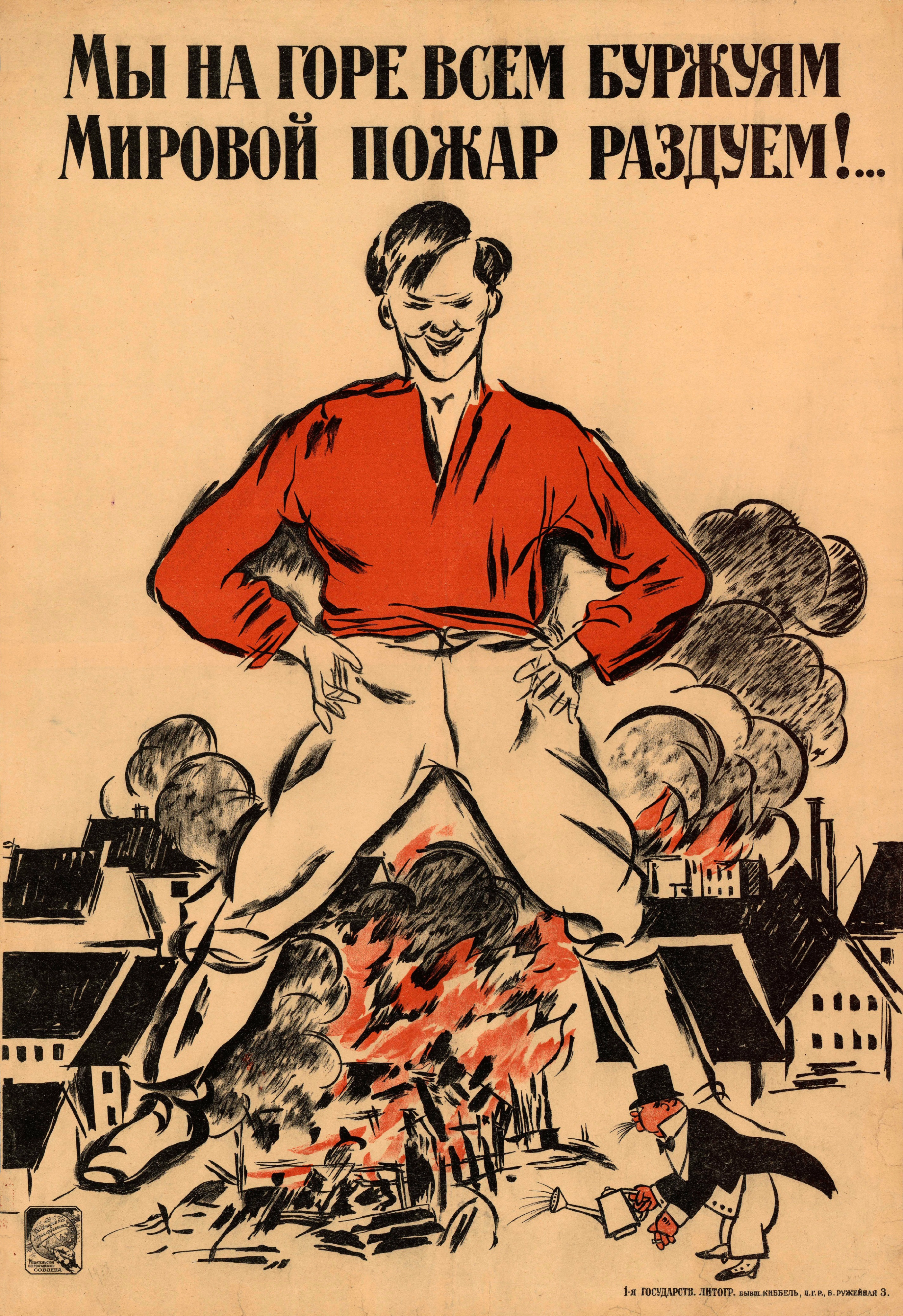
Советский пропагандистский плакат 1918 года, (художник А. Зеленский, слова из поэмы А. Блока «Двенадцать»)

О мировой революции писал знаменитый русский поэт А. Блок («Двенадцать», январь 1918 года):

Мы на горе всем буржуям
Мировой пожар раздуем,
Мировой пожар в крови —
Господи, благослови!
О роли гражданской войны, как первого шага на пути к предстоящей революции во всей Европе, упоминается в революционной песне П. Григорьева «Белая армия, чёрный барон» (1920):

Мы раздуваем пожар мировой,
Церкви и тюрьмы сравняем с землёй —
Ведь от тайги до британских морей
Красная Армия всех сильней!
О международной солидарности трудящихся в борьбе против угнетателей пелись советские песни (М. Светлов, «Гренада», 1926 год):

Я хату покинул,
Пошёл воевать,
Чтоб землю в Гренаде
Крестьянам отдать.
Прощайте, родные!
Прощайте, семья!
«Гренада, Гренада,
Гренада моя!»